# Baden-Württemberg Stiftung
Die Baden-Württemberg Stiftung gGmbH wurde im Jahr 2000 als Landesstiftung Baden-Württemberg mit Sitz in Stuttgart gegründet. Das Vermögen beträgt rund 2,3 Milliarden Euro. Jedes Jahr stellt sie unter dem Motto „Wir stiften Zukunft“ zwischen 35 und 40 Millionen Euro für gemeinnützige Programme und Projekte zur Verfügung und zählt damit zu den größten Stiftungen privaten Rechts in Deutschland.

## Organisation
Im Jahr 2000 ist die Stiftung aus den ehemaligen Landesbeteiligungen der Baden-Württemberg GmbH hervorgegangen. Sie ist eine hundertprozentige Tochter des Landes Baden-Württemberg und wird von einem Aufsichtsrat begleitet, der aus 18 Mitgliedern besteht. Vorsitzender des Aufsichtsrats ist stets der gegenwärtig amtierende Ministerpräsident Baden-Württembergs. Seit 2011 ist dies Ministerpräsident Winfried Kretschmann.
Die Bereiche Vermögens- und Beteiligungsverwaltung sowie Grundstücksverwaltung werden durch das Finanzministerium Baden-Württemberg geführt. Die Geschäftsführung für den gemeinnützigen Projektbereich obliegt der Stiftung. Seit 2024 ist Theresia Bauer Geschäftsführerin. Die Stiftung hat ihren Sitz in Stuttgart.

## Ziele der Stiftung
Auftrag und Ziel der Stiftung ist die Sicherung der Zukunftsfähigkeit Baden-Württembergs. Die Stiftung setzt sich dafür ein, dass Baden-Württemberg auch zukünftigen Generationen eine lebenswerte Heimat mit Chancen für die Zukunft bietet. Zu diesem Zweck fördert sie bestehende gemeinnützige Projekte im gesamten Bundesland. Als operative Stiftung entwickelt sie darüber hinaus eigene Programme, deren Schwerpunkte in den Bereichen Forschung, Bildung sowie Gesellschaft und Kultur liegen. Neben den drei Bereichen verfügt die Stiftung über drei Unterstiftungen: Die Stiftung Kinderland, die Klimaschutzstiftung Baden-Württemberg und die Stiftung Artur Fischer Erfinderpreis.

## Fachbereiche und Programme
In den drei Fachbereichen und den drei Unterstiftungen definiert die Stiftung eigene Themenlinien und veröffentlicht dazu Ausschreibungen. Für alle Programme gilt, dass sie neben einem ausschließlich gemeinnützigen Zweck einen erkennbaren Bezug zu Baden-Württemberg sowie einen innovativen Charakter aufzeigen müssen. Aktuell fördert die Stiftung über 1.500 laufende Programme und Projekte.

### Forschung
Die Stiftung unterstützt Forschungsprogramme mit dem Ziel, neue Methoden und Verfahren in Naturwissenschaft und Technik zu entwickeln und bestehende zu optimieren. Dadurch soll sich Baden-Württemberg als attraktiver Forschungs- und Technologiestandort im internationalen Wettbewerb etablieren. Der Bereich Forschung ist untergliedert in folgende Programme: Lebenswissenschaften; Neue Technologien; Umwelt & Nachhaltigkeit; MINT Nachwuchsprogramme; Zukunftsoffensive Baden-Württemberg; sowie themenoffene Programmlinien.

### Bildung
Die Stiftung engagiert sich bei zahlreichen Bildungsthemen, um Zukunftsperspektiven zu erweitern und die Innovationskraft Baden-Württembergs zu stärken. Die Programme sollen Talent und Erfindergeist unterstützen, zur Stärkung des internationalen Austausches beitragen und lebenslanges Lernen fördern. Der Bereich Bildung ist in folgende Themenkomplexe gegliedert: Stipendien; frühkindliche Bildung; Jugend- und berufliche Bildung; Hochschule; Bildung für nachhaltige Entwicklung – Bürgerbildung; sowie Völkerverständigung. Vor allem die Stipendien, mit denen die Stiftung Schüler, Studierende, Berufstätige und Menschen mit Migrationshintergrund unterstützt, spielen eine wichtige Rolle. Zu den wichtigsten Stipendien zählen:
- das Baden-Württemberg-Stipendium, das jungen Menschen einen Aufenthalt im Ausland ermöglicht.
- das Programm Talent im Land Baden-Württemberg, das begabte Schüler mit schwieriger sozialer Herkunft während des Abiturs fördert.
- das Eliteprogramm für Postdoktoranden, das Wissenschaftler auf dem Weg zur Professur unterstützt.
- das Stipendienprogramm berufliche Anerkennung in Baden-Württemberg, das Personen mit Migrationshintergrund bei der Anerkennung von ausländischen Berufs- und Studienabschlüssen hilft.

### Gesellschaft & Kultur
Die Stiftung bezieht nach eigenen Angaben mit ihren Programmen und Projekten alle sozialen Gruppen mit ein, um Baden-Württemberg als lebenswertes und kulturell aktives Land zu erhalten. Hierzu gehören auch verstärkt Projekte, die auf die gesellschaftliche und berufliche Integration von Geflüchteten abzielen. Der Bereich Gesellschaft & Kultur ist folgendermaßen untergliedert: Stiftung Kinderland Baden-Württemberg; Kinder, Jugend & Familie; Gesundheit, Inklusion & Gewaltprävention; Integration; Ehrenamtliches Engagement; sowie Kultur.

## Unterstiftungen

### Stiftung Kinderland Baden-Württemberg
Die Stiftung Kinderland Baden-Württemberg wurde im Jahr 2005 als Unterstiftung der Baden-Württemberg Stiftung von Ministerpräsident a. D. Günther Oettinger und der ehemaligen Kultusministerin Dr. Marianne Schultz-Hector gegründet. Die Stiftung initiiert gemeinnützige Erziehungs- und Bildungsprojekte, die dazu beitragen, dass Kinder, Jugendliche und Familien optimale Lebens- und Entwicklungschancen im Land vorfinden.

### Klimaschutzstiftung Baden-Württemberg
Die Klimaschutzstiftung Baden-Württemberg wurde zum 1. Januar 2021 mit einem Grundkapital von 50 Millionen Euro als Unterstiftung der Baden-Württemberg Stiftung eingerichtet. Ihr Ziel ist es, das Land auf dem Weg zur Klimaneutralität zu begleiten. Die Klimaschutzstiftung Baden-Württemberg bietet Unternehmen, Institutionen und Privatpersonen Klimaschutzprojekte, Weiterbildungen und Angebote zur Klimafinanzierung in Baden-Württemberg und weltweit.

### Stiftung Artur Fischer Erfinderpreis Baden-Württemberg
Die Stiftung Artur Fischer Erfinderpreis Baden-Württemberg ist eine gemeinsame, rechtlich unselbstständige Stiftung, gegründet im Jahr 2001 von Prof. Artur Fischer und der Baden-Württemberg Stiftung. Sie verfügt über ein Stiftungskapital von 1,5 Mio. Euro. Aus den Erträgen des Stiftungskapitals werden alle zwei Jahre drei Preise im Erfinderwettbewerb mit Preisgeldern in Höhe von 10.000, 7.500 und 5.000 Euro und die Preise im Schülerwettbewerb (drei Kategorien mit Preisgeldern von jeweils 2.000, 1.500 und 1.000 Euro) vergeben.

## Weitere Aktivitäten

### Publikationen
Die Stiftung dokumentiert und evaluiert all ihre Projekte und publiziert die Ergebnisse in Form von Arbeitspapieren, Schriftenreihen und Abschlussberichten. Zweimal jährlich gibt die Stiftung das Magazin „Perspektiven“ heraus, in dem sie über ihre Programme und Projekte berichtet sowie ein gesellschaftlich relevantes Thema als Dossier aufgreift. Die Jahresberichte der Stiftung, die sich seit 2015 jeweils einem Artikel des deutschen Grundgesetzes widmen, wurden bereits mehrfach ausgezeichnet, unter anderem mit Gold beim BCM Award 2014, 2015 und 2016 sowie mit „Best of the Best“ beim Red Dot Design Award 2013 und 2015.

### Veranstaltungen
Seit 2017 findet zum Erscheinen des Stiftungsmagazins die thematisch passende Eventreihe „Perspektiven“ in den Räumen der Stiftung statt, bei der Journalisten, Wissenschaftler, Politiker und Bürger zu Wort kommen. Weitere wichtige, von der Stiftung durchgeführte Veranstaltungsreihen sind der Empowerment-Tag für Frauen in der Wissenschaft, die Verleihung des mit 36.000 Euro dotierten Artur Fischer Erfinderpreises, die Kulturakademie, die sich an besonders talentierte Schüler richtet; oder auch der Literatursommer Baden-Württemberg, den die Stiftung alle zwei Jahre als landesweites Festival veranstaltet.

## Auszeichnungen
Die Programme und Projekte der Stiftung wurden mehrfach ausgezeichnet. So wurde die europaweit einmalige Informations- und Bildungsinitiative Expedition N, deren Ziel es ist, den Nachhaltigkeitsgedanken im Alltag zu verankern, 2011, 2012 und 2013 vom Rat für Nachhaltige Entwicklung mit dem Qualitätssiegel „Werkstatt N“ und 2011 von der Initiative Deutschland – Land der Ideen als „Ausgewählter Ort“ prämiert. Das in Kooperation mit dem VfB Stuttgart und dem SC Freiburg realisierte Projekt kicken&lesen wurde 2011 vom Bundesministerium für Bildung und Forschung mit der „Bildungsidee“ ausgezeichnet. Außerdem erhielt das Gesundheitspräventionsprogramm „Komm mit in das gesunde Boot“ 2014 den Gesundheitspreis der Stiftung Rufzeichen Gesundheit.